# Džiró Kondó
Džiró Kondó (*2. prosince 1951) je japonský egyptolog. Vedl výzkumy hrobek KVA a KV22 v Údolí králů. Je profesorem archeologie na univerzitě Waseda v Tokiu.